# Église Sainte-Anne de La Pêcherie
L'église Sainte-Anne de La Pêcherie, située dans la ville de La Pêcherie en Tunisie, est une église catholique construite en 1919 pendant le protectorat français. Cédée au gouvernement tunisien en 1964, elle abrite actuellement des manifestations culturelles.

## Origine du village
Contrairement à ce que laisse entendre son nom, le village de La Pêcherie, appelé aussi « Baie Ponty », n'est pas un village de pêcheurs mais le centre de la Marine nationale française situé à proximité de la base navale de Bizerte. Jusqu'en 1919, les services religieux sont assurés par des prêtres bizertins mais l'augmentation de la population militaire rend nécessaire l'édification d'un lieu de culte permanent. Sous la conduite de l'abbé Bourdonnaud, des comités de souscription sont créés pour rassembler les fonds nécessaires à la construction et les autorisations administratives sont obtenues.

## Architecture de l'église
C'est l'architecte Louis Queyrel qui dresse les plans de l'église en 1914. Né à Alger en 1867, celui-ci obtient son diplôme en 1896 après avoir fait ses études à l'École des beaux-arts. Le 5 janvier 1897, il est nommé architecte du gouvernement tunisien. C'est à ce titre qu'il signe les plans de plusieurs églises du pays et de nombreux autres bâtiments dans le pays.
L'église qu'il dessine est constituée d'une nef à laquelle on accède par un clocher-porche en forme de tour coiffé d'une flèche pyramidale comme de nombreuses églises tunisiennes.

## Construction de l'église
Si on ne connaît pas la date d'inauguration de l'édifice, la création de la paroisse en 1919 est sans doute l'année de l'achèvement des travaux. L'abbé Bourdonnaud en est le premier desservant. En hommage aux nombreux marins bretons qui assistent aux offices, l'église est placée sous le patronage de sainte Anne, considérée comme la protectrice de la Bretagne.
Mais l'édifice connaît très vite des soucis de stabilité. Peu après sa construction, les murs s'enfoncent sur toute leur longueur de trois centimètres, ce qui provoque l'effondrement de quatre fenêtres ainsi que le « commencement du décollement des murs par suite du tassement inégal du clocher ». Des travaux de réfection doivent être entrepris en 1922. L'abbé en profite pour faire ajouter une tribune qui avait été oubliée lors du chantier d'origine.

## Agrandissement de l'église en 1956
La ferveur des fidèles bretons ne faiblit pas jusqu'à la fin du protectorat. En 1952, grâce aux dons des Bretons de Tunisie, la sculpture d'un calvaire en granit de Kersanton est commandée au tailleur, M. Ruz. Son arrivée en septembre et son inauguration le 30 novembre 1952 sont à l'origine d'une immense fête à laquelle assistent l'évêque de Quimper et Léon, Mgr André Fauvel, ainsi que les archevêques de Carthage, Mgr Maurice Perrin et Mgr Charles-Albert Gounot.
Pour accueillir ces paroissiens toujours plus nombreux, deux nefs latérales sont ajoutées par l'abbé Antoine Messina en 1956. Le nouvel édifice a la particularité d'être l'unique exemple d'une église-halle en Tunisie. Il est donc constitué de trois nefs dont la centrale est la plus large. Celle-ci est séparée des nefs collatérales par de hautes colonnes. L'ensemble est couvert d'un plafond en bois composé de compartiments carrés dépourvus de toute décoration. L'éclairage de l'église est assuré par les quatorze fenêtres des nefs latérales. La nef centrale donne directement sur une abside plate éclairée de chaque côté par une fenêtre à trois baies géminées.

## Bâtiment après l'indépendance
L'indépendance du pays en 1956 ne diminue pas l'affluence des fidèles. Les bases militaires de l'intérieur du pays sont évacuées sur Bizerte qui finit par regrouper l'ensemble des militaires et marins français qui restent encore en Tunisie.
La tragédie de la crise de Bizerte en 1961 porte le coup de grâce à la communauté chrétienne de La Pêcherie. Toute la population européenne quitte la région.
Le modus vivendi signé entre le gouvernement tunisien et le Vatican le 10 juillet 1964 prend acte de cette disparition de la communauté chrétienne de La Pêcherie. Son église est cédée au gouvernement tunisien avec l'assurance qu'elle ne sera utilisée qu'à des fins d'intérêt public compatibles avec son ancienne destination. Le calvaire est démonté et transféré en France à La Seyne-sur-Mer où il est installé au départ de la montée à la chapelle Notre-Dame du Mai.
Gérée par le ministère de la Défense, l'édifice abrite désormais une bibliothèque et accueille parfois des manifestations culturelles.

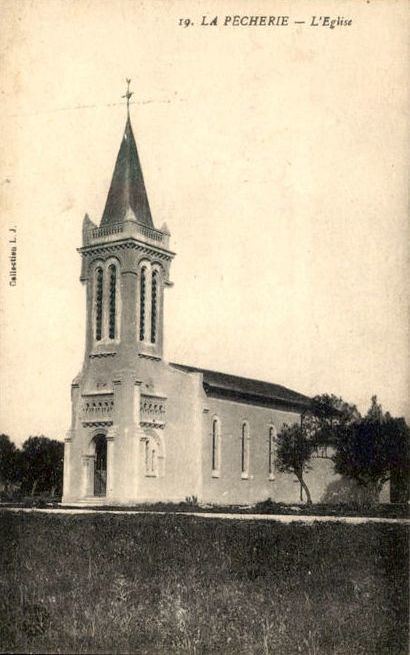
Vue de l'église dans les années 1920.
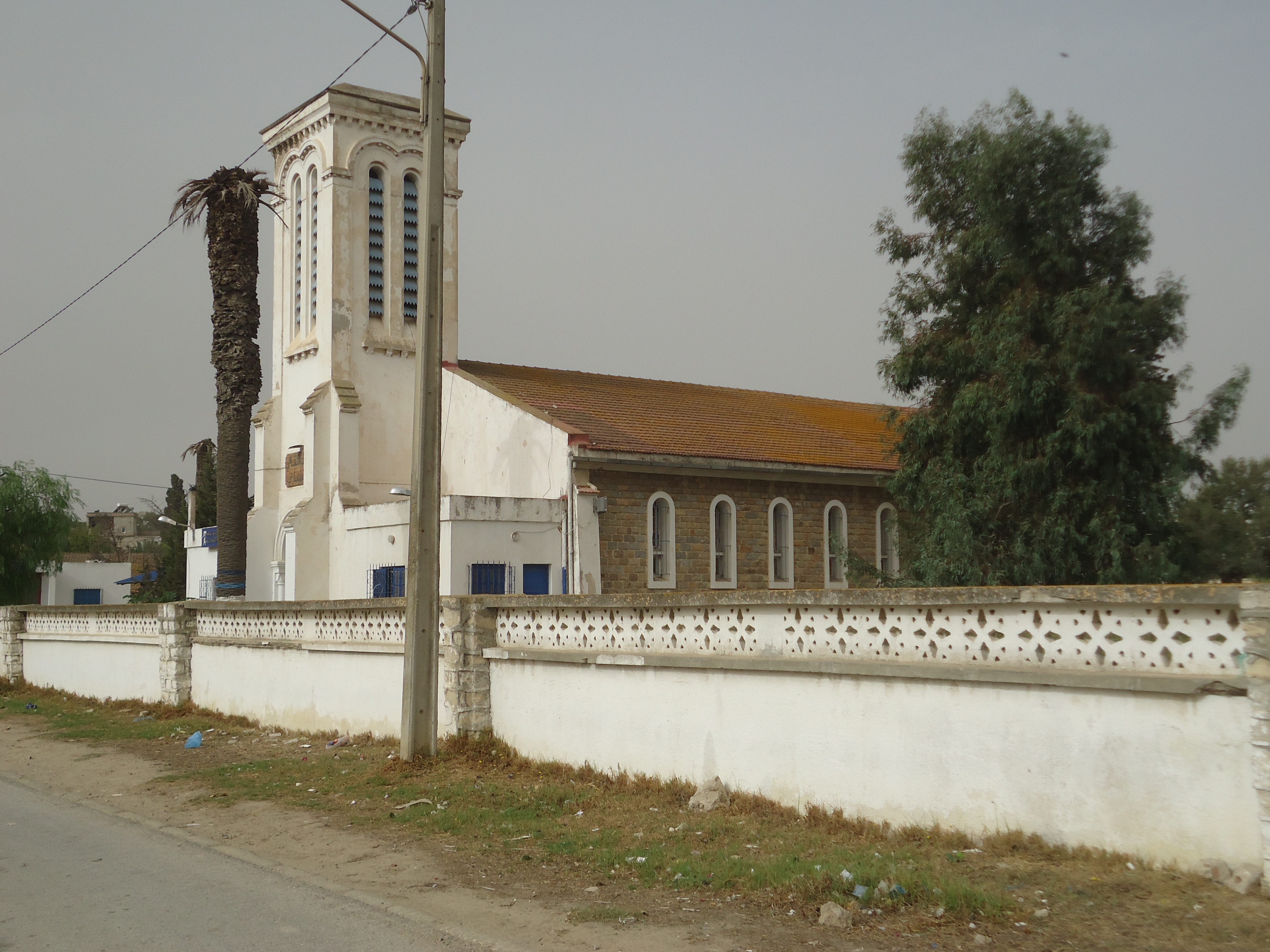
Façade sud-est en 2023.
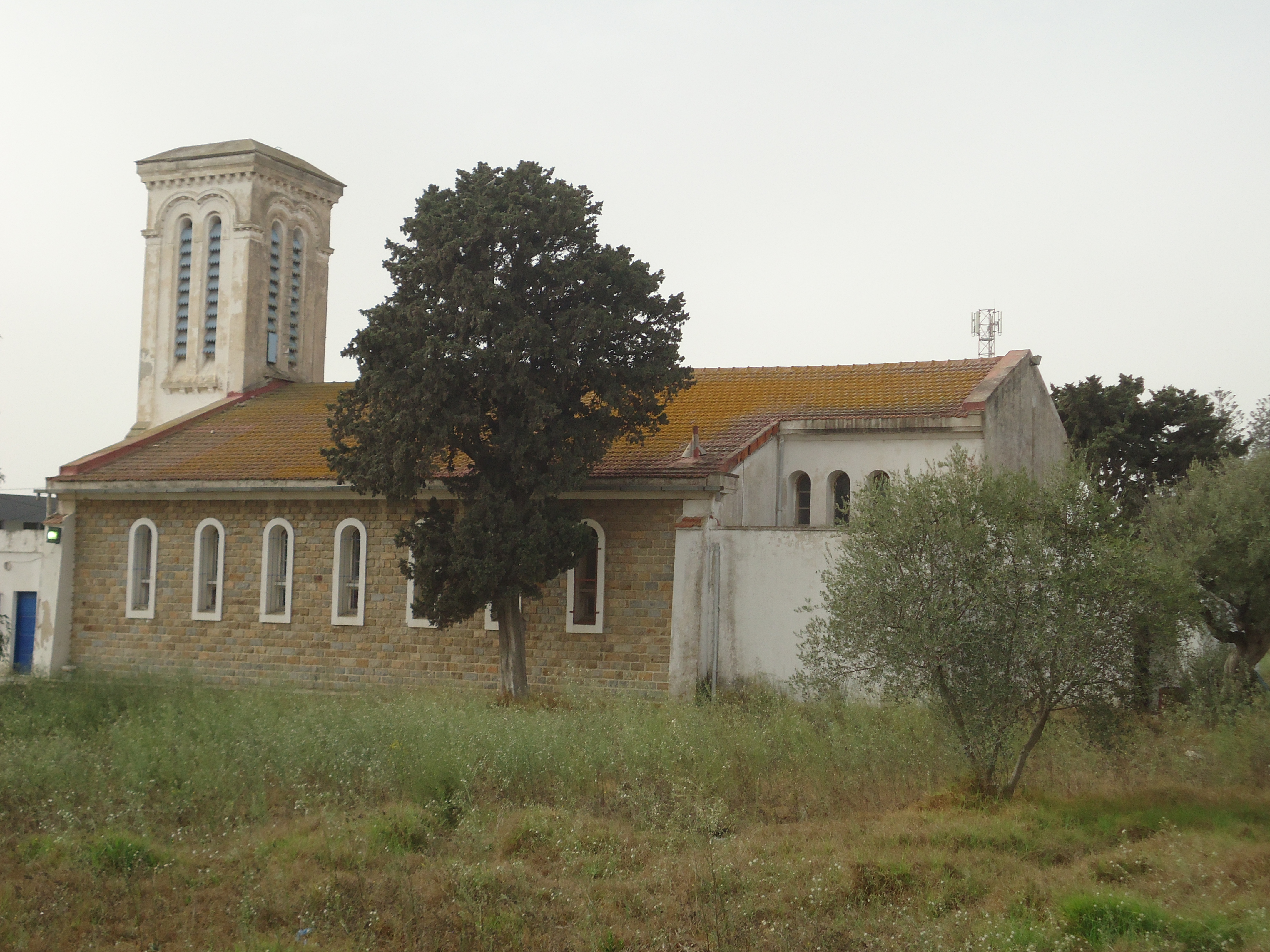
Façade nord-est en 2023.